# Lalang (Rambutan)
Lalang is een bestuurslaag in het regentschap Tebing Tinggi van de provincie Noord-Sumatra, Indonesië. Lalang telt 5074 inwoners (volkstelling 2010).